# Dzięki już wszytcy oddajmy Panu Bogu
Dzięki już wszytcy oddajmy Panu Bogu – incipit polskiej anonimowej pieśni religijnej, umieszczonej w książce Żywot Pana Jezu Krysta Baltazara Opeca z 1522.
Pieśń jest dość wiernym przekładem łacińskiej sekwencji Grates nunc omnes, odnoszącej się do Bożego Narodzenia. Krótki utwór składa się z trzech strof. Ma nieregularną budowę, pozbawiony jest prawie wcale rymów i parzystości strof. Bardziej rozbudowanym polskim utworem, nawiązującym do tej samej sekwencji jest pieśń Dziękujmy wszyćcy.